# 萊巴嫩 (緬因州)
莱巴嫩（英語：Lebanon）是一個位於美國緬因州約克縣的鎮。

## 人口
根據2020年美國人口普查的數據，莱巴嫩的面積為144.60平方千米，當中陸地面積為142.45平方千米，而水域面積為2.15平方千米。當地共有人口6469人，而人口密度為每平方千米45人。